# Radetzky-marš
Radetzky-marš op. 228 (njemački: Radetzky-Marsch) vojna je koračnica koju je skladao Johann Strauss stariji posvetio ju je austrijskom feldmaršalu Josefu Radetzkyju kako bi proslavio austrijsko ponovno osvajanje Milana nakon revolucionarnih ustanaka u Italiji 1848. godine. Prva izvedba održana je 31. kolovoza 1848. u Beču.

## Povijest
Revolucija koja je izbila u Beču (kao i u mnogim drugim europskim gradovima) 23. ožujka 1848. nije bila jedina prijetnja s kojom se suočila habsburška monarhija. Nakon dugog niza vojnih sukoba tijekom proljeća i ranog ljeta iste godine, 25. srpnja 1848., osamdesetdvogodišnji vrhovni zapovjednik carske vojske Johann Joseph Wenzel, grof Radetzky von Radetz (1766. – 1858.), uspio je voditi carske trupe u odlučujućoj pobjedi nad sardinijsko-pijemontskim snagama u gradu Custoza. Nakon ove pobjede, Radetzkyjeva vojska preselila se u Milano, gdje je kralj Sardinije, Karlo Albert, pokazao svoje neprijateljstvo prema Austrijancima prije nego što je bio prisiljen povući se natrag u Pijemont.
Radetzky i njegova vojska marširali su 6. kolovoza u Milano: tri dana kasnije Austrija i Kraljevina Sardinija zaključile su primirje (9. kolovoza), uz obvezu sardinijsko-pijemontskih snaga da napuste Lombardiju i Veneto, koji su prethodno bili okupirani. To su bili događaji koji su doveli do prekida Prvog talijanskog rata za neovisnost, koji će sljedeće godine završiti porazom sardinijsko-pijemontskih snaga u Novari.
U Beču, još uvijek u naletu revolucije, ovaj značajan vojni događaj s velikom su radošću dočekali lojalisti Habsburške monarhije. Među tim vjernicima bio je poduzetni Friedrich Pelikan, državni službenik i također vlasnik "Café-pavilion" na bečkom Wasserglacisu. S Carlom Hirschom (stručnjakom za osvjetljenje), Pelikan je iskoristio Radetzkyjevu pobjedu kako bi organizirao za večer 31. kolovoza 1848. u svom "Café-pavilion" na zelenom prostranstvu Wasserglisa "Festival za Veliku pobjedu, s alegorijskim i simboličkim prikazom i iznimnim osvjetljenjem, u čast naših hrabrih vojnika u Italiji i u dobrotvorne svrhe ranjenim vojnicima."
Letci koji oglašavaju događaj 31. kolovoza također su najavili da će dirigent carskih dvorskih balova Johann Strauss voditi glazbu i imao je čast dati najavu, između ostalih glazbenih djela, novog marša pod nazivom "Radetzky-Marsch", sastavljenog u čast zapovjednika i carske vojske. Prema Straussovom prijatelju i kolegi glazbeniku Philippu Fahrbachu starijem (1815. – 1885.), planirani marš za proslavu, 13. kolovoza, još nije bio gotov. Međutim, pod pritiskom Fahrbacha, Strauss je napisao novo djelo u samo dva sata.
Uspjeh Radetzky-marša bio je vidljiv od samog početka. Wiener Allgemeine Theaterzeitzung, u svom izdanju od 2. rujna, izvijestio je o izvedbi:

## Izvedbe
Radetzky-marš tradicionalno je završni dio svakoga novogodišnjeg koncerta Bečkih filharmoničara u Musikvereinu. Već nekoliko godina publika u dvorani aktivno sudjeluje u izvedbi plješčući vrijeme rukama. Često se sam dirigent okreće publici i usmjerava sve u sobi, vodeći ih kao da su drugi instrument.
Od 1896. godine to je prezentacijski marš Escuele Militar del Libertador Bernardo O'Higgins iz čileanske vojske. 1. konjička pukovnija "Dragoon Guards" kraljice Elizabete II. usvojila ga je kao brzi uredbeni marš.

## Vanjske poveznice
|  | Zajednički poslužitelj ima još gradiva o temi Radetzky-marš |

- International Music Score Library Project: Radetzky-Marsch, Op.228 (Strauss Sr., Johann)
- Austria-Forum: Der Radetzkymarsch